# Terzorio
Terzorio là một đô thị ở tỉnh Imperia trong vùng Liguria, tọa lạc khoảng 100 km về phía tây nam của Genova và khoảng 11 km về phía tây nam của Imperia. Tại thời điểm ngày 31 tháng 12 năm 2004, đô thị này có dân số 208 người và diện tích là 1,9 km².
Terzorio giáp các đô thị sau: Cipressa, Pompeiana, và Santo Stefano al Mare.